# Kurutta taiyō
Kurutta taiyō (狂った太陽?) è il sesto album della rock band visual kei giapponese BUCK-TICK. È stato pubblicato il 21 febbraio 1991 dall'etichetta major Victor Entertainment.
L'album è stato stampato alla sua uscita in formato musicassetta e CD; in quest'ultimo, il jewel case era contenuto in un box di plastica trasparente con alcuni fogli di acetato su ognuno dei quali era riportato il ritratto fiammeggiante di ognuno dei membri della band e altre figure.

## Tracce
Tutti i brani sono testo di Atsushi Sakurai e musica di Hisashi Imai, tranne dove indicato.

Dopo il titolo è indicata fra parentesi "()" la grafia originale del titolo.
1. Speed (スピード?) - 4:48
2. MACHINE (MACHINE?) - 4:15
3. MY FUNNY VALENTINE (MY FUNNY VALENTINE?) - 4:39
4. Henshin [REBORN] (変身[REBORN]?) - 4:16 (Atsushi Sakurai - Hidehiko Hoshino)
5. Angel Fish (エンジェルフィッシュ?) - 4:28 (Atsushi Sakurai - Hidehiko Hoshino)
6. JUPITER (JUPITER?) - 4:40 (Atsushi Sakurai - Hidehiko Hoshino)
7. Sakura (さくら?) - 6:15
8. Brain,Whisper,Head,Hate is noise (Brain,Whisper,Head,Hate is noise?) - 5:52 (Hisashi Imai)
9. MAD (MAD?)[1] - 4:36
10. Chikashitsu no melody (地下室のメロディー?) - 4:04
11. Taiyō ni korosareta (太陽ニ殺サレタ?) - 6:07

## Singoli
- 21/01/1991 - Speed
- 05/06/1991 - M・A・D
- 30/10/1991 - JUPITER

## Formazione
- Atsushi Sakurai - voce
- Hisashi Imai - chitarra, cori
- Hidehiko Hoshino - chitarra e tastiera
- Yutaka Higuchi - basso
- Toll Yagami - batteria